# Jürgen Bucher
Jürgen Bucher (* 22. März 1957) ist ein ehemaliger deutscher Fußballspieler.

## Sportlicher Werdegang
Bucher kam aus der Jugend des 1. FC Nürnberg in die Amateurmannschaft des Clubs und gehörte parallel als dritter Torwart hinter Franz Schwarzwälder und dem aus Schottland verpflichteten Gerry Neef zur Profimannschaft. Nach Neefs Weggang 1975 rückte er zum zweiten Torhüter auf und kam in dieser Rolle zu seinem einzigen Einsatz für den seinerzeitigen Rekordmeister in der 2. Bundesliga, als er im Franken-Derby gegen die SpVgg Fürth am 20. März 1976 den verletzten Schwarzwälder in der zweiten Halbzeit bei 2:1-Führung ersetzen musste. Nachdem er von Paul-Werner Hofmann per Kopfball zunächst zum Ausgleich überwunden worden war, erzielte Rudolf Sturz kurz vor Schluss den 3:2-Siegtreffer. Später war er hinter Manfred Müller und Gerhard Hummel erneut nur dritter Torwart.
Im Sommer 1978 wechselte Bucher zum Zweitligaaufsteiger MTV Ingolstadt, bei dem er unter Trainer Helmut Richert auf Anhieb Stammtorhüter war. Als kurz vor Schluss der Spielzeit 1978/79 vorzeitig der Klassenerhalt feststand durfte Aufstiegstorwart Siegfried Hofweber zwischen die Pfosten. Dieser rückte für die folgende Saison wieder ins zweite Glied, ehe beim abstiegsbedrohten Klub Ende März Trainer Herbert Wenz auf der Torwartposition rotierte. Nach fünf Spielen kehrte Bucher wieder ins Tor zurück, der mit dem Klub mit drei Punkten Rückstand auf den vom FSV Frankfurt belegten letzten Nichtabstiegsplatz den Klassenerhalt verpasste.
Bucher blieb im Profifußball und wechselte zum Nordzweitligisten Tennis Borussia Berlin. Hier verdrängte er Peter Endrulat als Stammspieler zu Beginn der Spielzeit 1980/81, ehe er sich bei der 3:5-Niederlage beim 1. SC Göttingen 05 am 26. Oktober 1980 beim 1:2-Treffer durch Heinz-Wilhelm Fesser verletzte und durch den Konkurrenten in der Folge ersetzt wurde. Nach einem Monat Pause kehrte er zurück und bestritt die Meisterschaftsspiele bis zum Jahresende. In der Winterpause kam es zum Trainerwechsel, als Anton Burghardt durch dessen bisherigen Assistenten Peter Eggert ersetzt wurde. Der Ex-TeBe-Profi setzte auf Endrulat, der auch nach der Amtsübernahme durch Bernd Erdmann zunächst zwischen den pfosten blieb. Mitte April kehrte Bucher zwischen die Pfosten zurück, verpasste jedoch mit der Mannschaft auf dem 17. Tabellenrang die Qualifikation für die eingleisige 2. Bundesliga und stieg in die Oberliga Berlin ab. In der Spielzeit 1981/82 wurde er mit dem Klub Berliner Meister, war dabei aber im Saisonverlauf von Bernd Stieler verdrängt wurde. In der Aufstiegsrunde zur 2. Bundesliga verpasste er mit der Mannschaft zudem die Rückkehr in den Profifußball.